# Indikátor hrnce medu
Indikátor hrnce medu (anglicky honeypot indicator) je jeden z ukazatelů genderové rovnosti. Byl vyvinut pro Evropskou komisi a vyjadřuje poměr mezi skutečnými a očekávanými výdaji určenými na výzkum. Očekávané výdaje jsou finance, které by připadly ženám v případě jejich rovnoměrného zastoupení v sektorech (neziskovém, vládním apod.), resp. vědních oblastech (technické disciplíny, humanitní vědy apod.).

## Situace v ČR
V roce 2009 dosáhl rozdíl ve finančních prostředcích, na které dosáhli výzkumníci a výzkumnice v ČR, hodnoty -12,6 % z hlediska sektorů a -10,8 % z hlediska vědních oblastí v neprospěch výzkumnic. Hodnoty nižší než -10 % ukazují dle expertů EU významné znevýhodnění žen, hodnoty vyšší než 10% pak ukazují významné znevýhodnění mužů. Hodnoty mezi čísly -5 % a 5 % indikují relativní rovnost mezi oběma pohlavími, jak uvádí ve svém článku August Götzfried.

## Výpočet
Vlivem nerovného zastoupení žen a mužů v jednotlivých sektorech a vědních oborech a také v důsledku různé míry výdajů určených pro tyto oblasti dochází k tomu, že výzkumnice mají souhrnně k dispozici nižší podíl prostředků na osobu než jejich mužští kolegové.
Indikátor hrnce medu se počítá dle následujícího vzorce:
{\displaystyle H={\frac {\{[O\cdot O_{i}]-E\cdot E_{p}\}\cdot 100}{E\cdot E_{p}}}}
Kde:
- H = indikátor hrnce medu;
- E = celkové výdaje;
- Ep = celkové procento výzkumnic;
- O = celkové výdaje v každém sektoru, resp. vědní oblasti;
- Oi = procento žen v každém sektoru, resp. vědní oblasti.

Výpočet je založen na dvou hodnotách výdajů na vědu a výzkum na osobu vzhledem k ženám: Na očekávané a na skutečné hodnotě těchto výdajů.
- Očekávané výdaje se počítají jako součin celkových výdajů na vědu a výzkum a celkového procenta výzkumnic. Jsou to finance, které by výzkumnice dostaly v případě jejich rovnoměrného zastoupení v jednotlivých sektorech, resp. vědních oborech.

- Skutečné výdaje jsou počítány jako součet násobků podílů žen a peněžních výdajů v jednotlivých sektorech resp. vědních oblastech. Indikátor hrnce medu je pak rozdíl mezi těmito hodnotami (očekávané minus skutečné), vyjádřený jako podíl očekávaných výdajů.

### Rozmístění žen ve výzkumu
Ženy jsou častěji celosvětově zastoupeny v tzv. měkkých oborech (humanitních a sociálních vědách).

Podíly žen mezi výzkumníky podle vědních oblastí v ČR (údaje v %)
|                 | HC (fyzické počty) | FTE (přepočteno na plné úvazky) |
| Lékařské vědy   | 48,5               | 51,0                            |
| Humanitní vědy  | 42,6               | 43,9                            |
| Sociální vědy   | 40,7               | 41,7                            |
| Zemědělské vědy | 38,4               | 40,0                            |
| Přírodní vědy   | 27,2               | 26,6                            |
| Technické vědy  | 13,6               | 12,6                            |
| ČR celkem       | 28,1               | 25,4                            |
|                 |                    |                                 |

Dále ženy najdeme nejčastěji v neziskovém (38,3 % žen) a vládním sektoru (36,9 % žen). Ve vysokoškolském sektoru tvořily ženy v roce 2009 33,2 % všech výzkumných pracovníků. Z hlediska sektorů působí nejméně často v podnikatelské sféře (ženy tvoří pouze 15 % výzkumníků v tomto sektoru).
Celkem 60 % všech výdajů na vědu a výzkum bylo v roce 2009 v ČR alokováno do podnikatelského sektoru a téměř 57 % do technických věd, tedy oblastí, v nichž je žen vůbec nejméně. Indikátor hrnce medu tyto nerovnosti kvantifikuje.

## Statistiky

### Indikátor hrnce medu v ČR:[3]
V České republice tento indikátor dlouhodobě dosahuje hodnot kolem -13 % z hlediska sektorů a kolem -11 % z hlediska oborů v neprospěch žen.
Z hlediska například sektorů to tedy znamená, že ženy ztrácejí 13% očekávaného podílu výdajů na vědu a výzkum na osobu.
Indikátor hrnce medu v České republice:
|                                      | 2001  | 2008  | 2009  | medián 2001-2009 | průměr 2001-2009 |
| Indikátor hrnce medu pro sektory     | -12,7 | -12,9 | -12,6 | -12,9            | -13,8            |
| Indikátor hrnce medu pro vědní obory | -12   | -10,3 | -10,8 | -11,3            | -11,5            |
|                                      |       |       |       |                  |                  |

### Indikátor hrnce medu v Evropě:[4]
Červená barva značí indikátor hrnce medu z hlediska vědních oborů, modrá barva pak z hlediska sektorů.
Význam pozitivních výsledků Litvy a Bulharska snižuje skutečnost, že v těchto zemích jsou výdaje na vědu a výzkum jedny z nejmenších.